# Cierva C.9
El Cierva C.9 fue un autogiro experimental construido por Juan de la Cierva y Codorníu en Gran Bretaña en 1927, en asociación con Avro. 

## Diseño y desarrollo
Tras el éxito del C.8, el siguiente paso fue el diseño desde el inicio de un autogiro como tal. Así nació el C.9, el primero de los aparatos diseñado y construido por Juan de la Cierva con un fuselaje diseñado específicamente como autogiro, en oposición a los anteriores autogiros construidos hasta ese momento, que eran fuselajes reutilizados de aeronaves de ala fija.
Se construyeron dos fuselajes de este modelo, un monoplaza, designado Avro Type 576 y la segunda unidad biplaza, conocido como Avro Type 581; este último se utilizó para el prototipo del famoso biplano Avro Avian.
El C.9, propulsado por un motor Armstrong Siddeley Genet de 70 hp, voló en Hamble en septiembre de 1927, y a continuación fue sometido a diversas pruebas en el RAE de Farnborough, con palas anchas rectangulares de una longitud reducida a la mitad de lo normal. Finalmente, en 1930, fue regalado al Museo de la Ciencia.

## Variantes
Cierva C.9
Designación interna.
Avro Type 576
Variante monoplaza del autogiro.
Avro Type 581
Variante biplaza del autogiro.

## Especificaciones

### Características generales
- Tripulación: Uno/dos
- Planta motriz: 1× motor radial de cinco cilindros refrigerado por aire Armstrong Siddeley Genet.
  - Potencia: 52 kW (72 HP; 71 CV)

## Aeronaves relacionadas

### Desarrollos relacionados
- / Cierva C.8

### Secuencias de designación
- Secuencia C._ (interna de la compañía Cierva): ← C.6 - C.7 - C.8 - C.9 - C.12 - C.17 - C.19 →
- Secuencia Numérica (interna de Avro): ← 572 - 574 - 575 - 576 - 581 - 582 - 584 →